# نیکولا پارچانوف
نیکولا پارچانوف (بلغاری: Никола Тачев Пърчанов؛ ۱۹ ژوئن ۱۹۳۰ – ۲۶ اکتبر ۲۰۱۴) بازیکن فوتبال اهل بلغارستان بود.
وی همچنین در تیم ملی فوتبال بلغارستان بازی کرده‌است.